# Johann Christoph Brotze
Johann Christoph Brotze (letton : Johans Kristofs Broce) (1er septembre 1742 - 4 août 1823) est un enseignant, artiste et ethnographe allemand.

## Biographie
Brotze est né à Görlitz, dans l'électorat de Saxe. Il étudie la théologie et la philosophie dans les universités de Leipzig et de Wittenberg. Il est également doué pour le dessin technique. Il se rend à Riga en Livonie en 1768 et y passe les 46 années suivantes comme enseignant au Lycée impérial de Riga.
Au cours de cette période, il rassemble des informations historiques, collecte des documents et reproduit en dessins et en peintures tout ce qu'il voit autour de lui dans sa vie quotidienne, ainsi que la plupart des bâtiments et monuments d'importance en Livonie, en ajoutant des descriptions détaillées à ces dessins. Aujourd'hui, ses travaux sont considérés comme une source d'informations extrêmement précieuse pour les historiens.

## Œuvre
- Zeichnungen und deren Beschreibungen[3]
- Sammlung verschiedener Liefländischer Monumente, Prospecte, Münzen, Wappen, etc. [4]

## Galerie

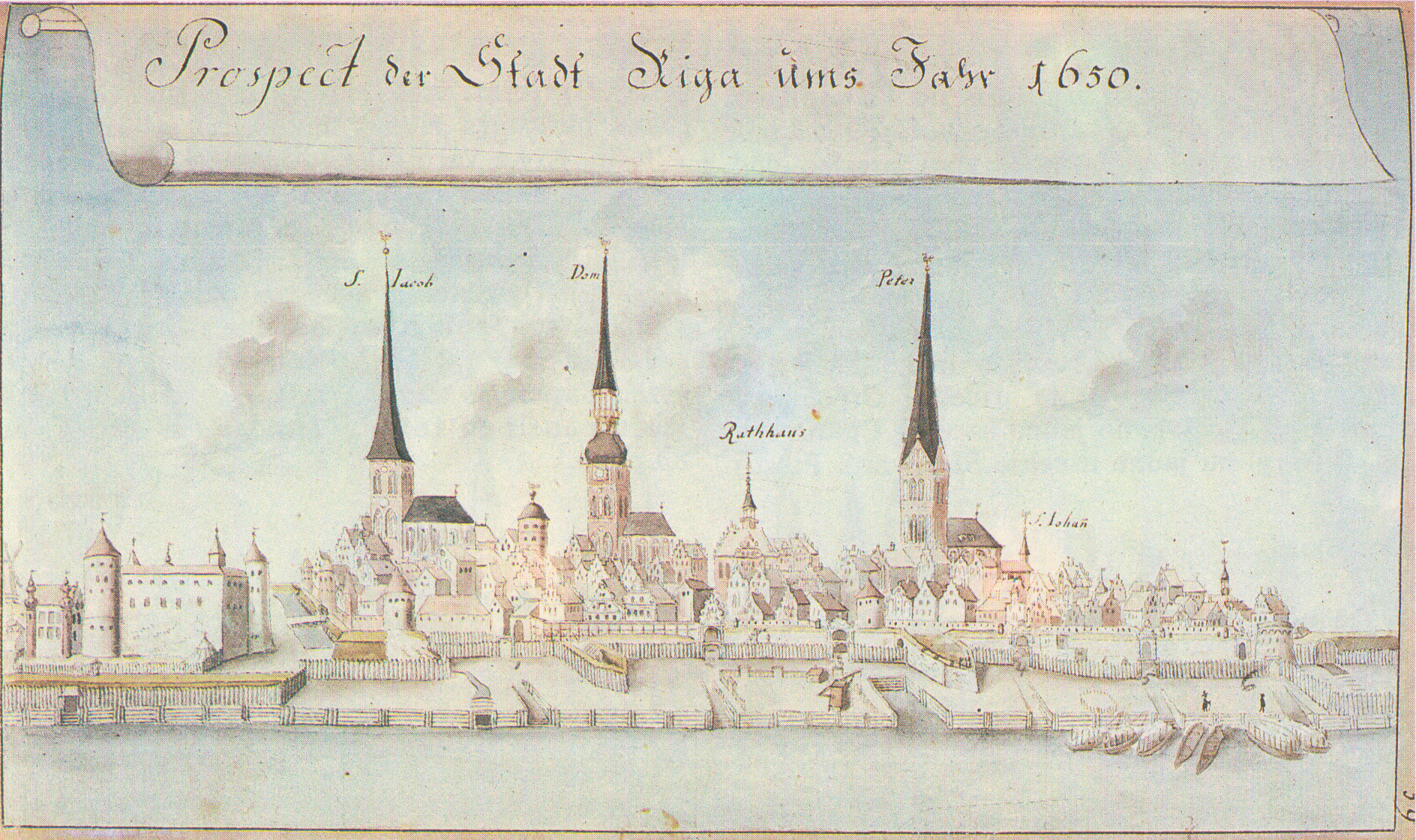
Panorama de Riga en 1650
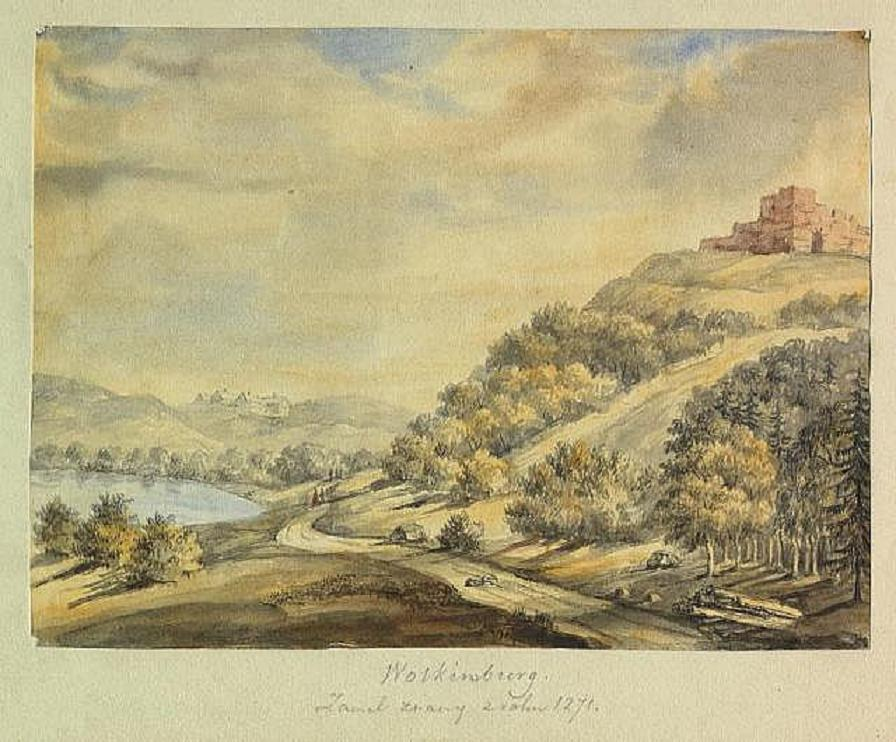
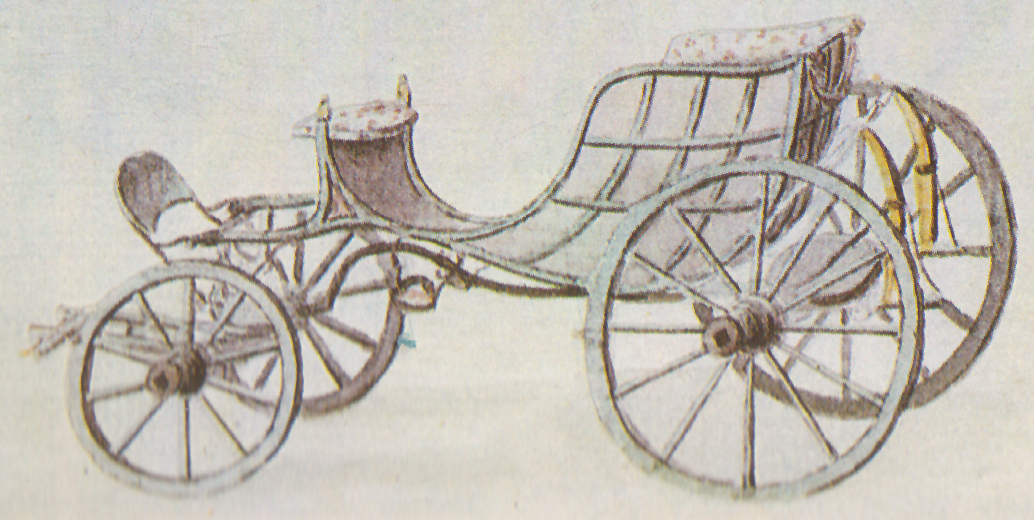
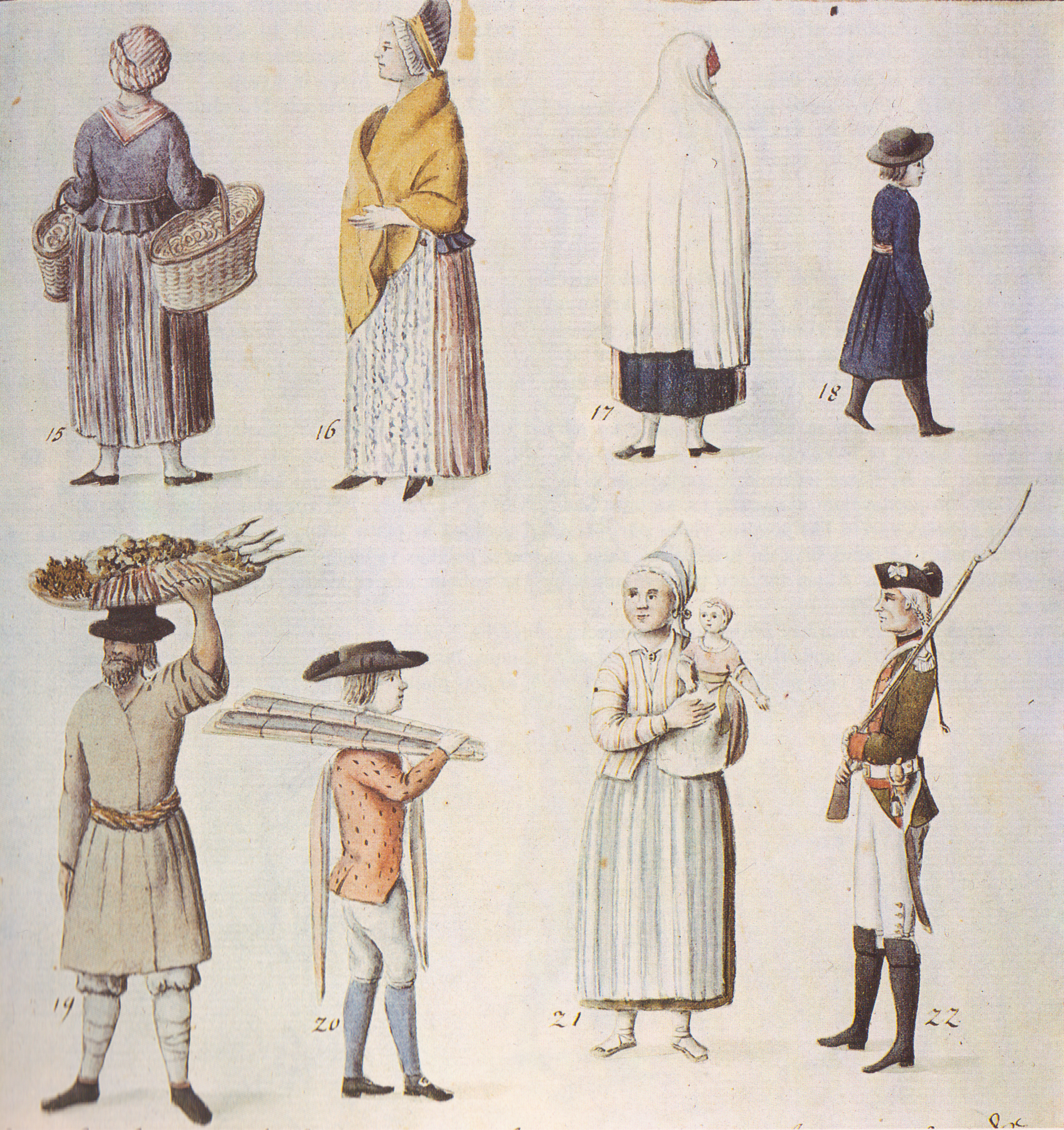
Scène de rue à Riga
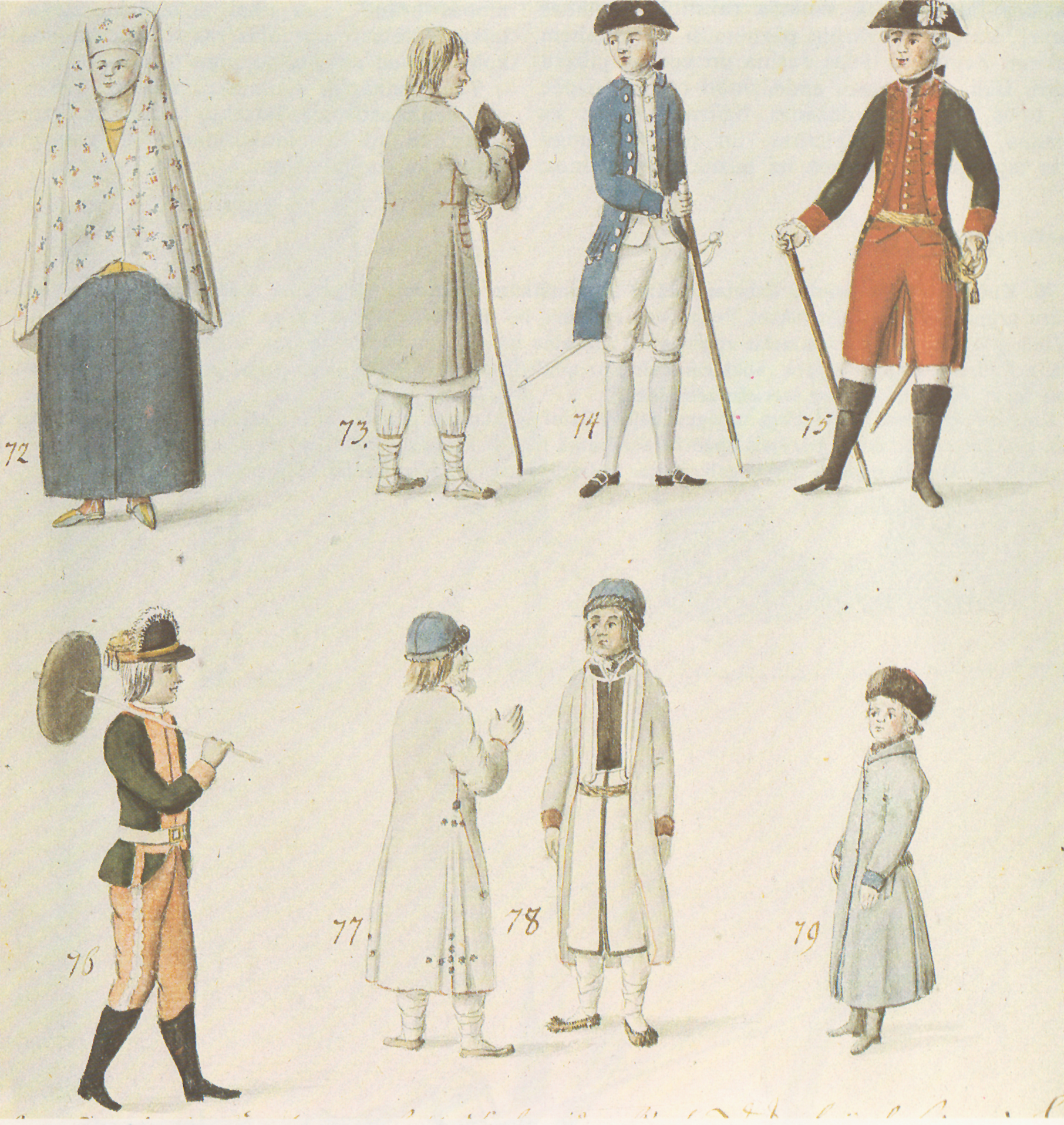
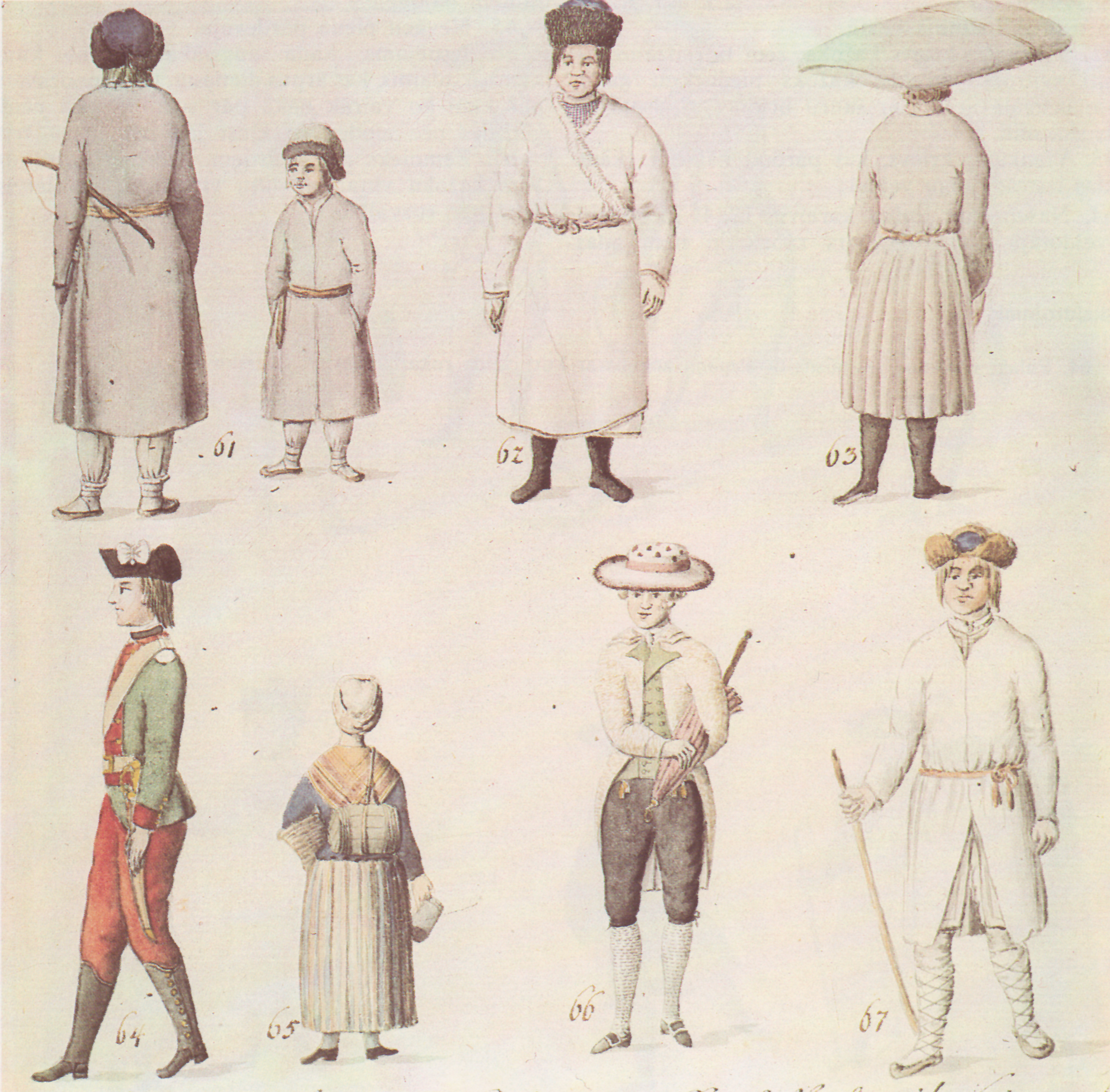
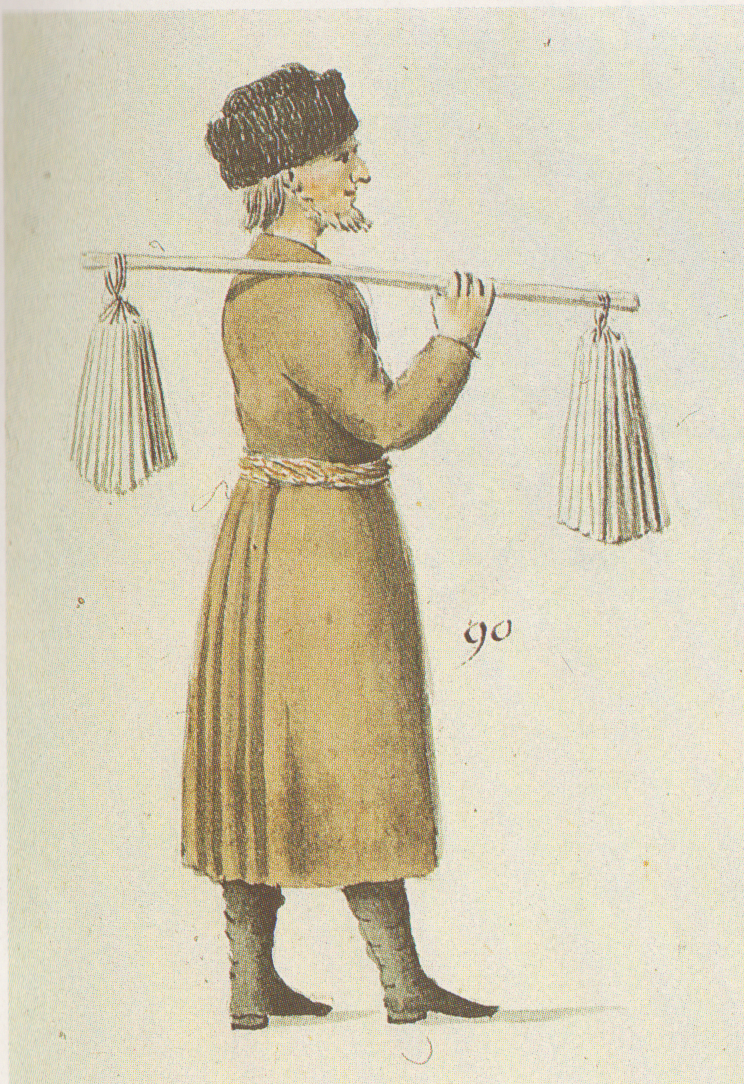
Vendeur de bougies russe
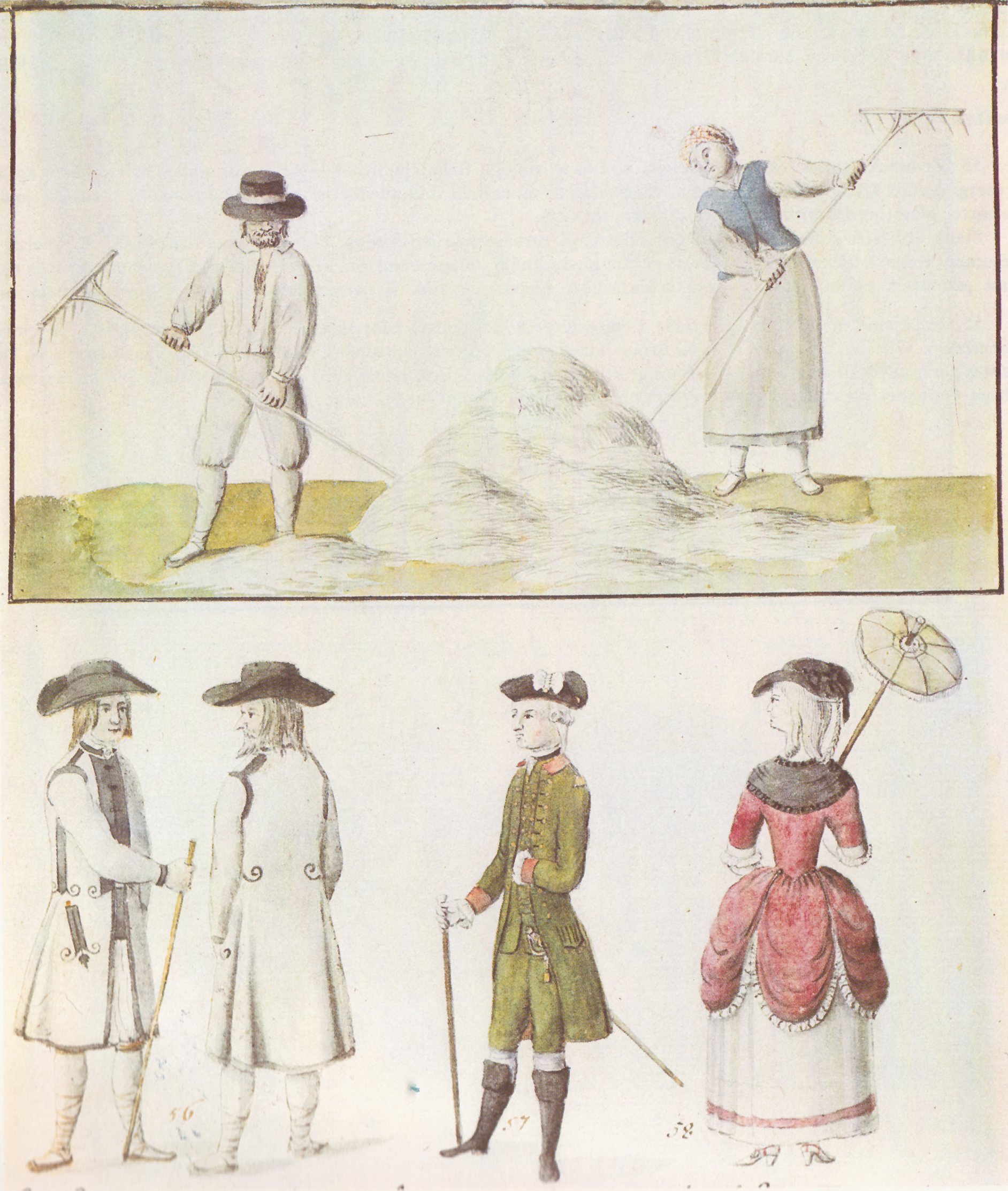
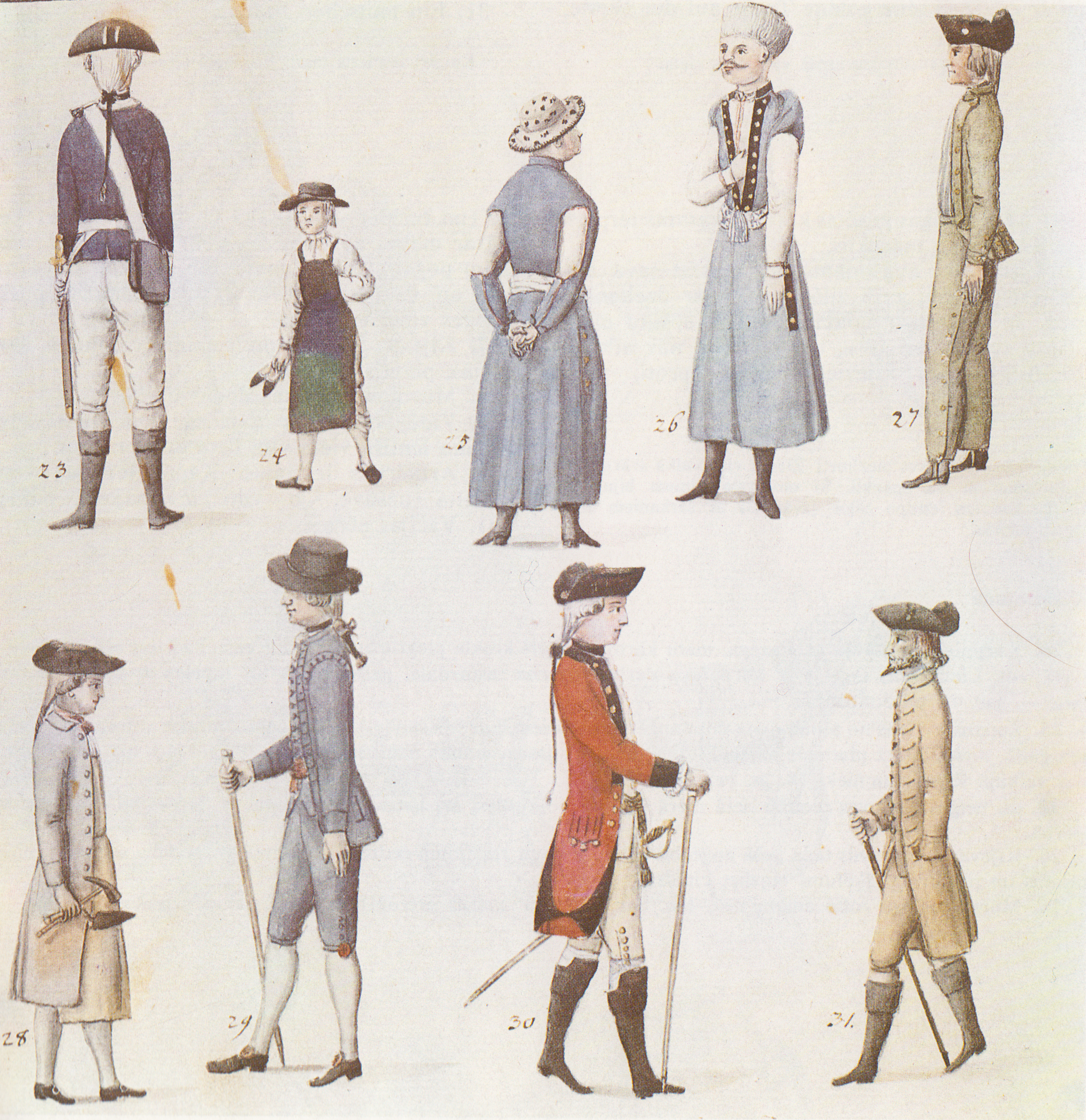
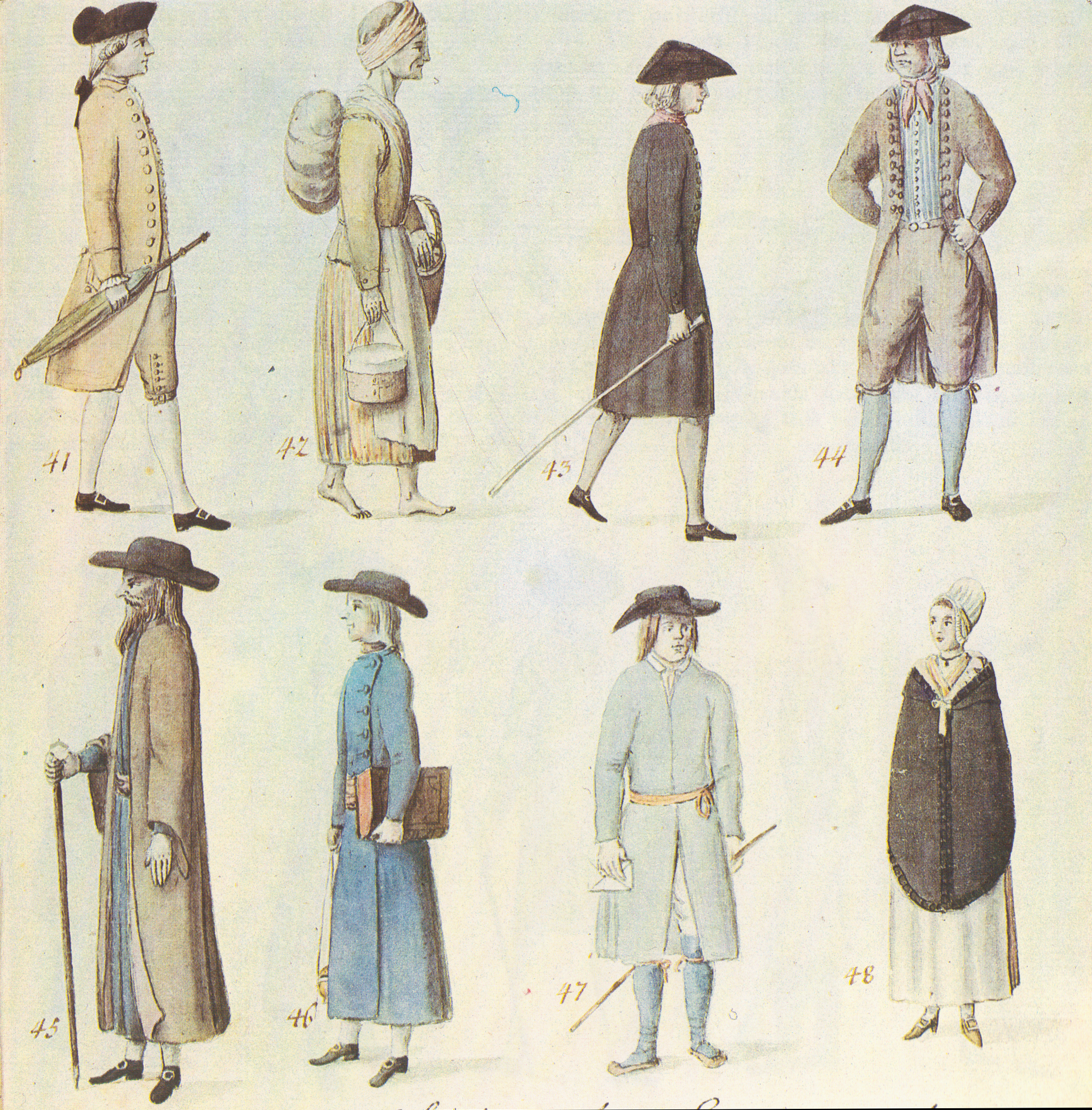
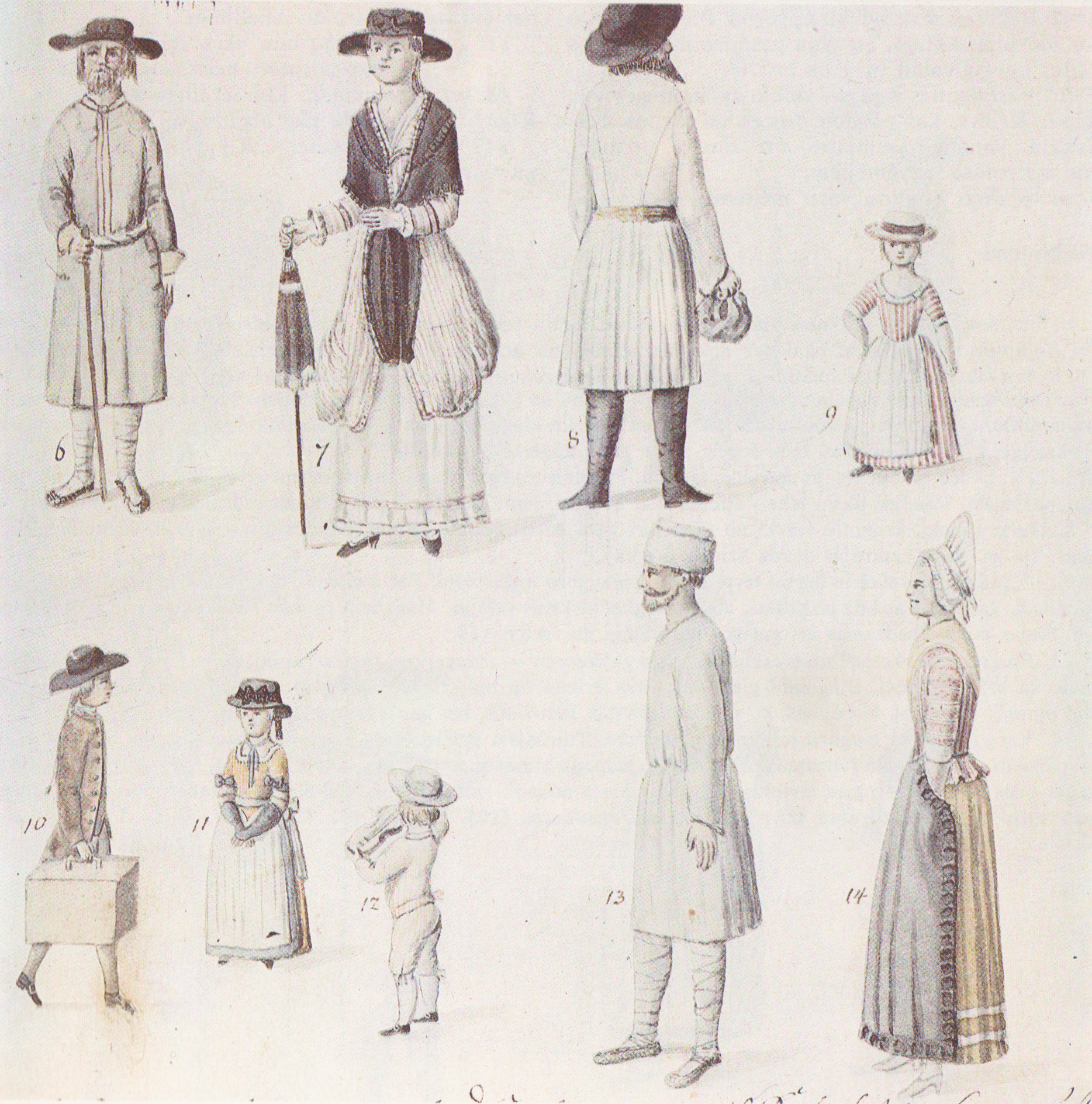
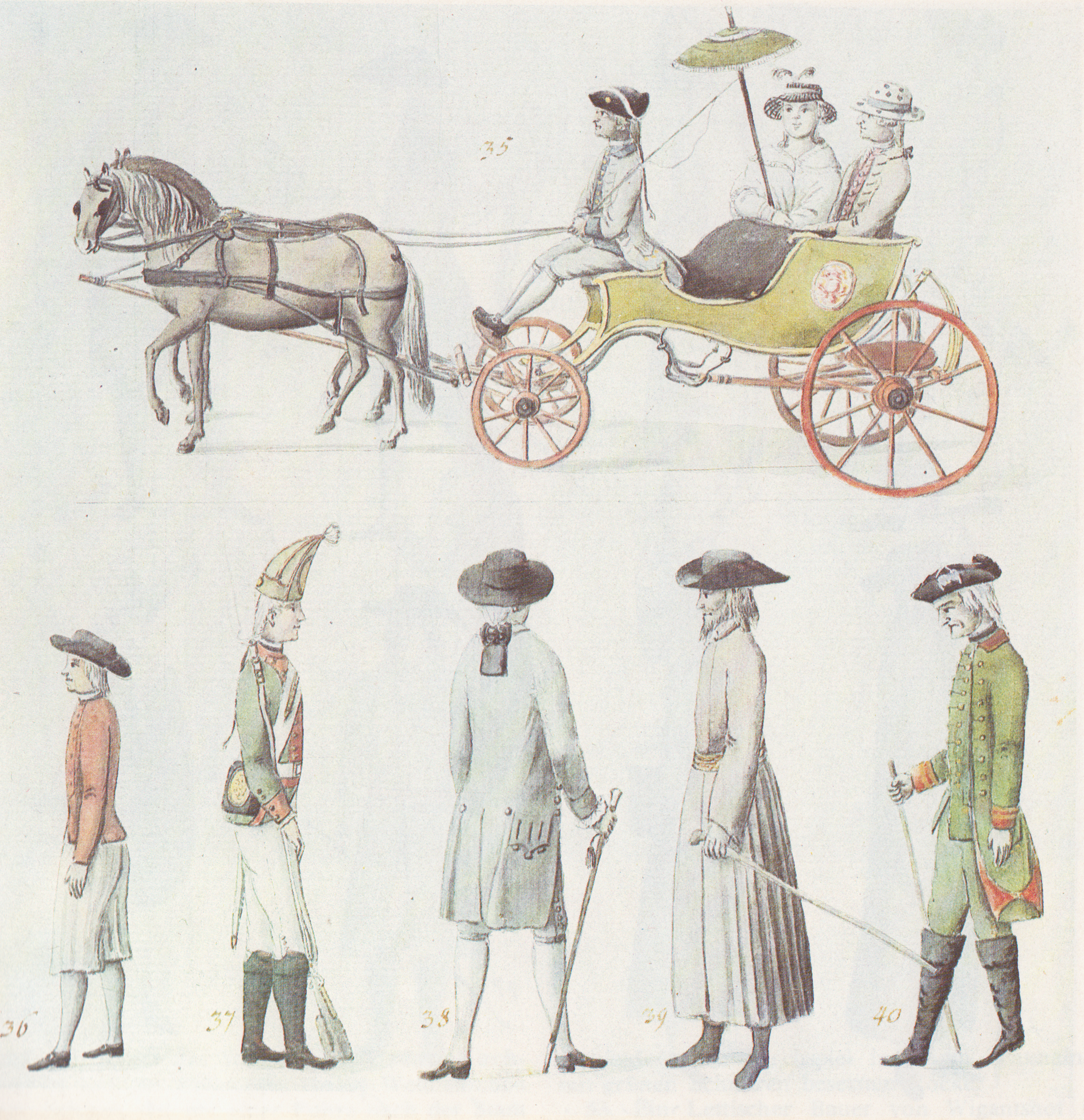
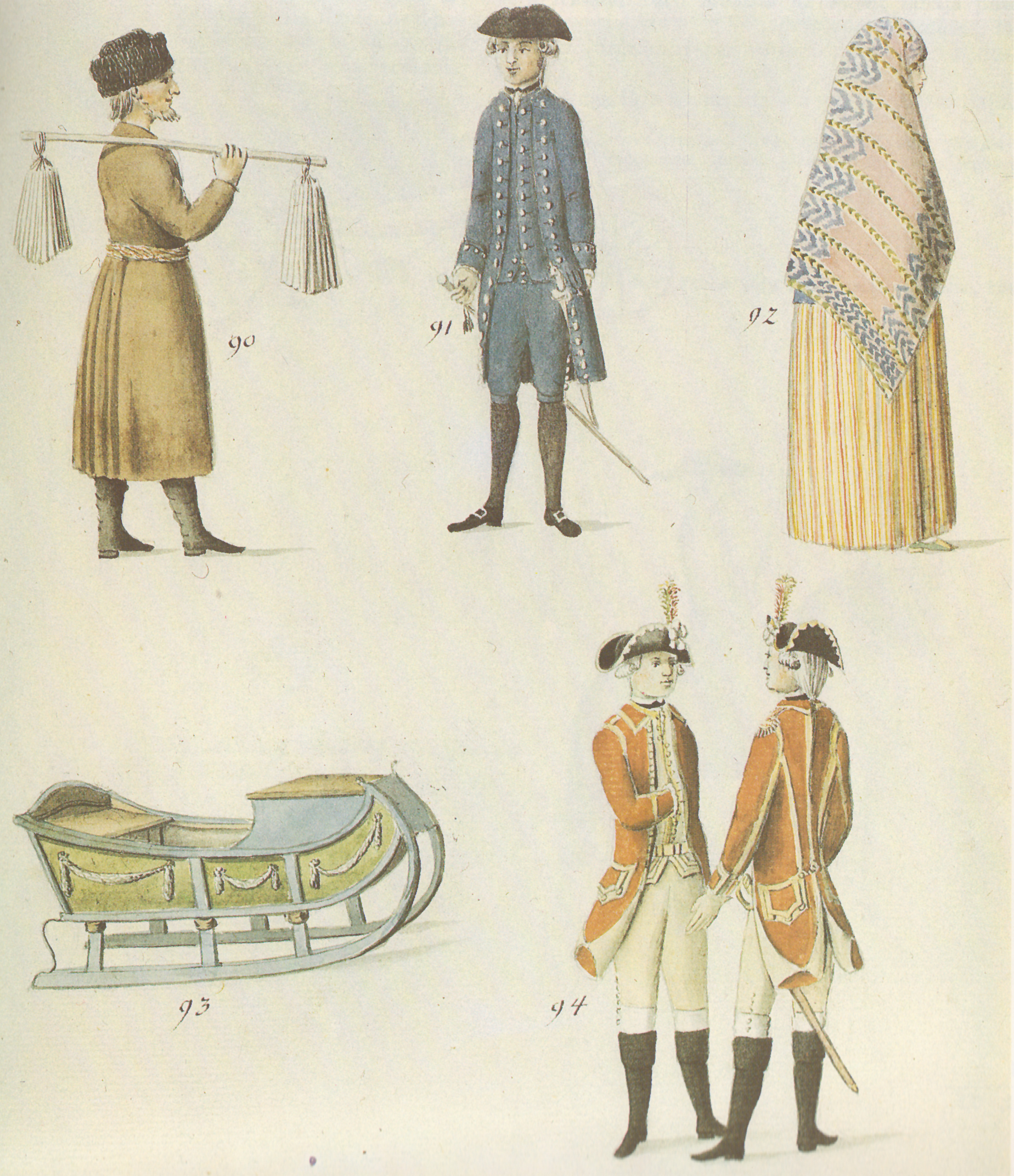
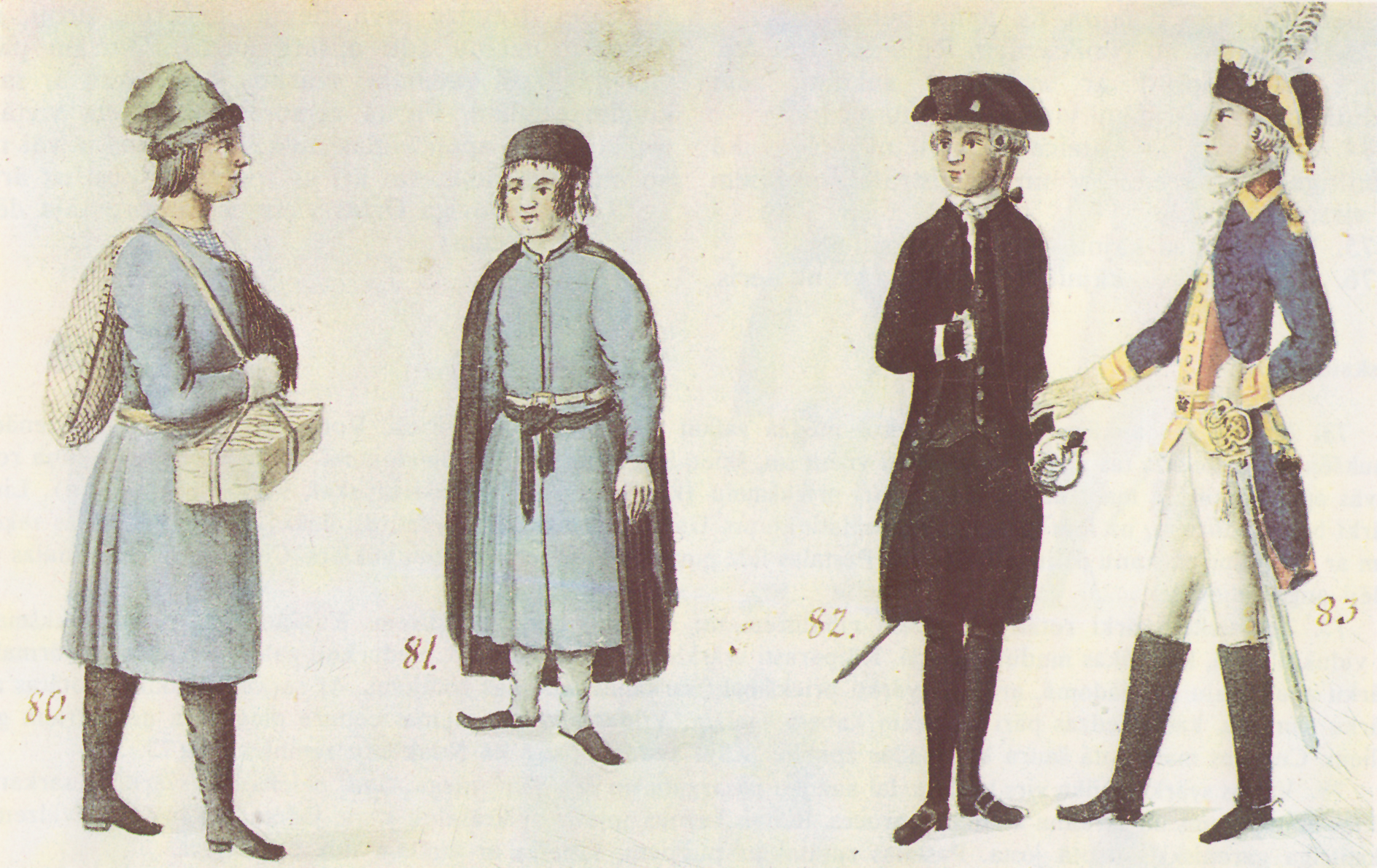
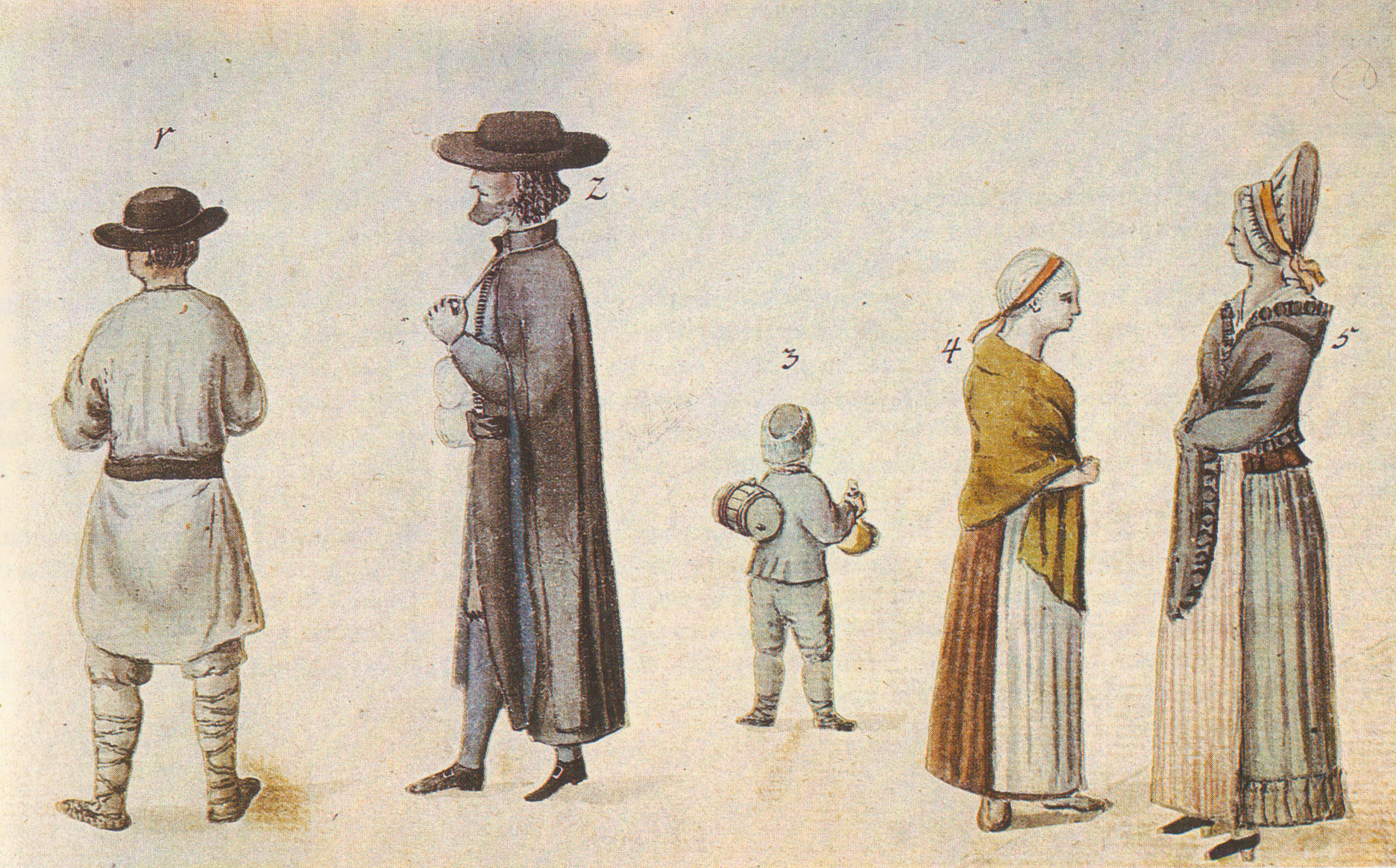
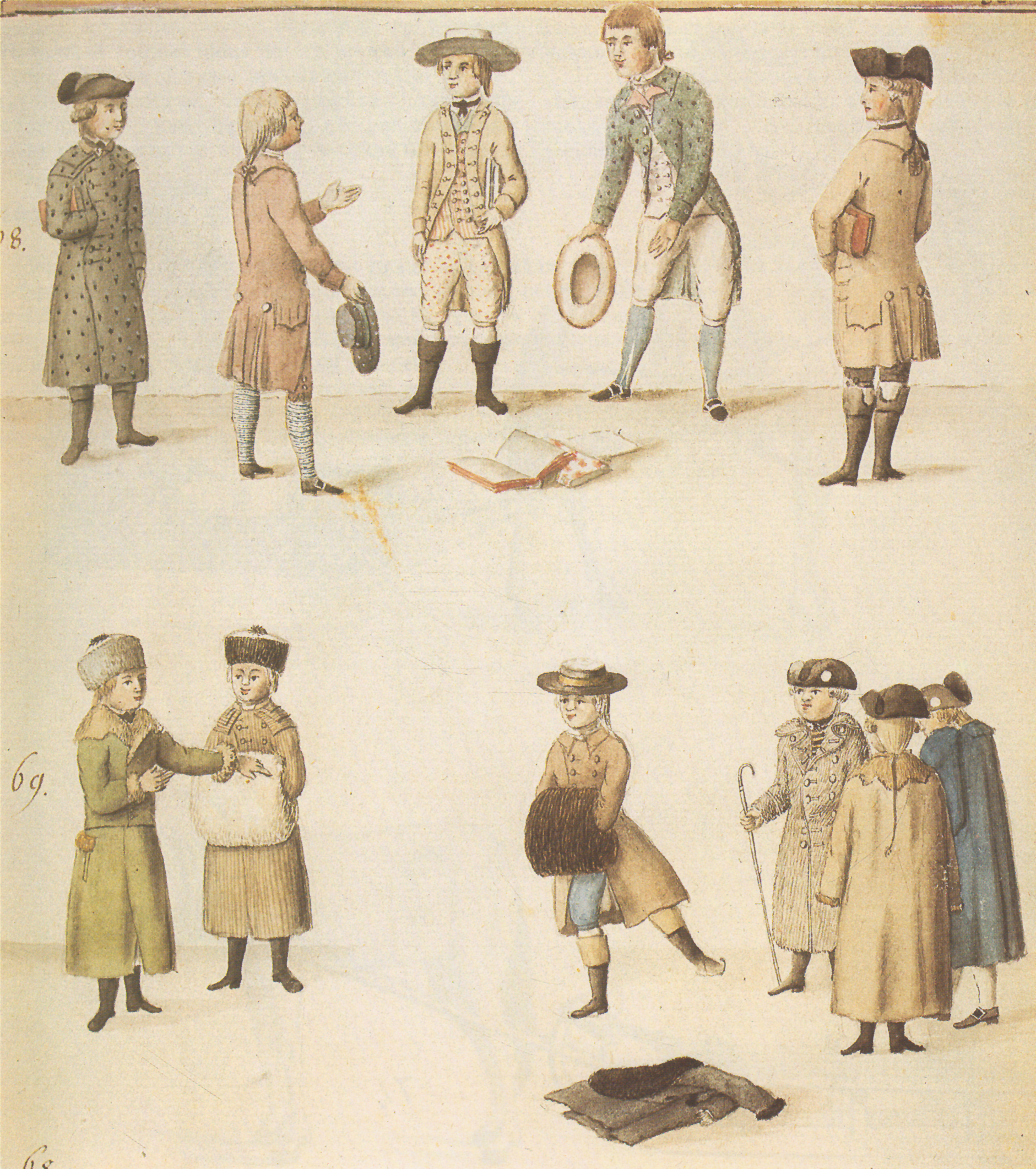
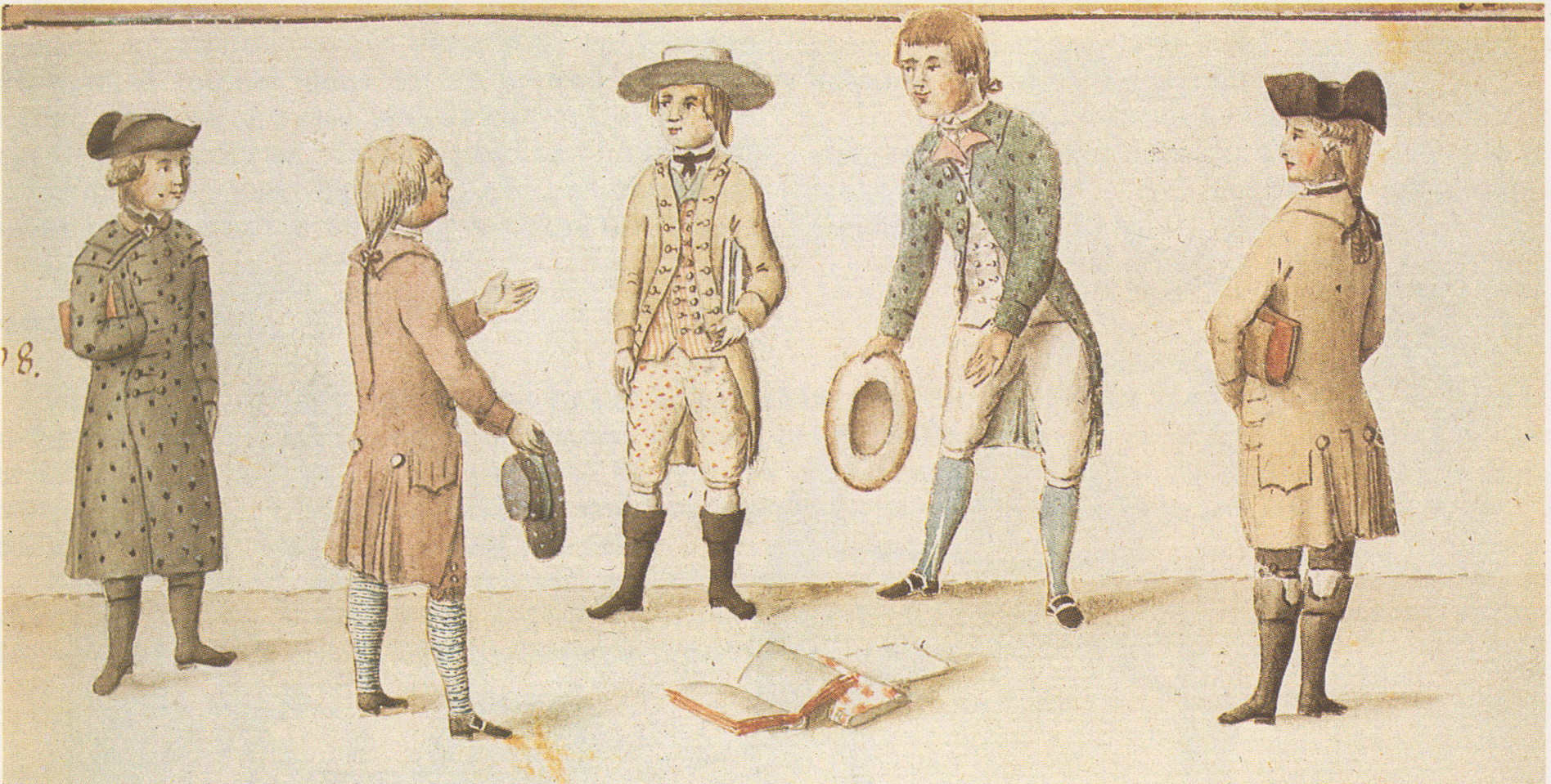
Garçons en vêtements d’été à Riga
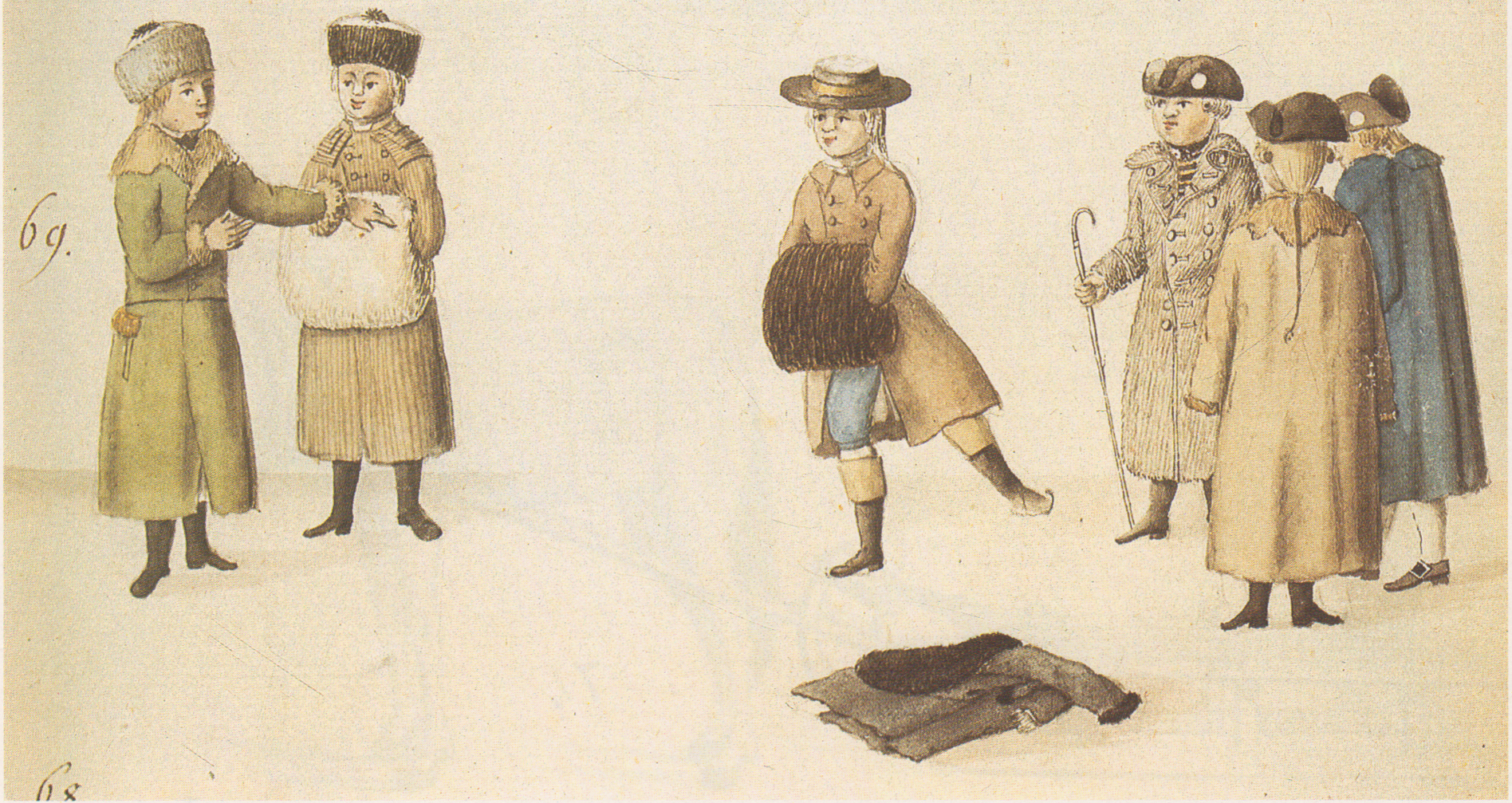
Garçons en vêtements d'hiver à Riga